# چیپس دیلوکس
چیپس دیلوکس (انگلیسی: Chips Deluxe) یک نام تجاری کلوچه است که توسط شرکت کیبلر (بخشی از شرکت آبنبات فرارا، که خود زیرمجموعه فریرو است) ساخته شده و در ایالات متحده آمریکا توزیع می‌شود.